# Enrique Sola
Enrique "Kike" Sola Clemente (Cascante, 25 februari 1986) is een Spaans voormalig voetballer die doorgaans speelde als spits. Tussen 2005 en 2018 speelde hij voor Osasuna B, Osasuna, Numancia, Levadiakos, Athletic Bilbao, Middlesbrough, Getafe en Numancia.

## Clubcarrière
Sola werd opgeleid in de jeugd van Osasuna. Hij speelde eerst twee seizoenen in het belofteteam en vervolgens was hij actief in het eerste elftal tussen 2007 en 2012. Tussentijds werd hij nog tweemaal verhuurd; beide keren zonder onverdeeld succes, namelijk aan Numancia en het Griekse Levadiakos. In de zomer van 2013 werd hij door Athletic Bilbao voor circa vier miljoen euro overgenomen. In januari 2016 werd Sola voor een half jaar op huurbasis overgenomen door Middlesbrough. Na deze uitleenbeurt, werd de Spanjaard opnieuw door Bilbao verhuurd, dit keer aan Getafe. Na een halfjaar werd Sola teruggehaald door Bilbao en direct daarop stalde de club hem bij Numancia. In de zomer van 2018 zette de Spanjaard een punt achter zijn actieve loopbaan.

## Erelijst
| Supercopa de España | 1 | 2015 |